# Nemîriv, Iavoriv
Nemîriv (în ucraineană Немирів) este o așezare de tip urban din raionul Iavoriv, regiunea Liov, Ucraina. În afara localității principale, mai cuprinde și satele Ruda, Salași, Șavari, Seredîna, Slobodeakî, Velîki Makarî și Volea.

## Demografie
Componența lingvistică a așezării de tip urban Nemîriv
     Ucraineană (99,11%)
     Alte limbi (0,84%)
Conform recensământului din 2001, majoritatea populației așezării de tip urban Nemîriv era vorbitoare de ucraineană (99,11%), existând în minoritate și vorbitori de alte limbi.